# 自由馬恩黨
自由馬恩黨是曼島的一個自由主义政黨。它由於彼得·卡蘭於2006年創立。當時他是代表昂肯在曼島鑰匙院中的無黨籍議員。直到2004年，彼得·卡蘭一直是曼島工黨的黨員。黨名中的“Vannin”是曼島語中“曼島”一词的一種形式。该黨目前由鑰匙院議員勞里·胡珀領導。该黨的意識形態是自由主義與歐洲懷疑主義。
该黨在2006年曼島大選中提出了多位候選人，並選出了兩名鑰匙院議員。在2011年曼島大選中，该黨選出了三位鑰匙院議員。在2016年曼島大選中，该黨同樣選出三位鑰匙院議員，但其中一人隨後退黨，一人在2020年去世。該黨在2021年曼島大選中推出4名候選人，其中1人（勞里·胡珀）當選。截至2021年，他們是鑰匙院中僅有的兩個政黨之一，鑰匙院24名議員中的其餘21名是無黨籍人士。该黨目前在道格拉斯自治市議會沒有任何席位。
该黨主張英國應進一步下放權力給曼島。